# Mazoy
Mazoy (llamada oficialmente Santalla de Mazoi) es una parroquia y una aldea española del municipio de Lugo, en la provincia de Lugo, Galicia.

## Otras denominaciones
La parroquia también es conocida por el nombre de Santa Eulalia de Mazoi.

## Organización territorial
La parroquia está formada por cuatro entidades de población:
- Barcia
- Cacabelos
- Cerracín
- Mazoi

## Demografía

### Parroquia
| Gráfica de evolución demográfica de Mazoy (parroquia) entre 2000 y 2020 |
|                                                                         |
| Datos según el nomenclátor publicado por el INE.                        |

### Aldea
| Gráfica de evolución demográfica de Mazoi (aldea) entre 2000 y 2020 |
|                                                                     |
| Datos según el nomenclátor publicado por el INE.                    |